# Wimbach

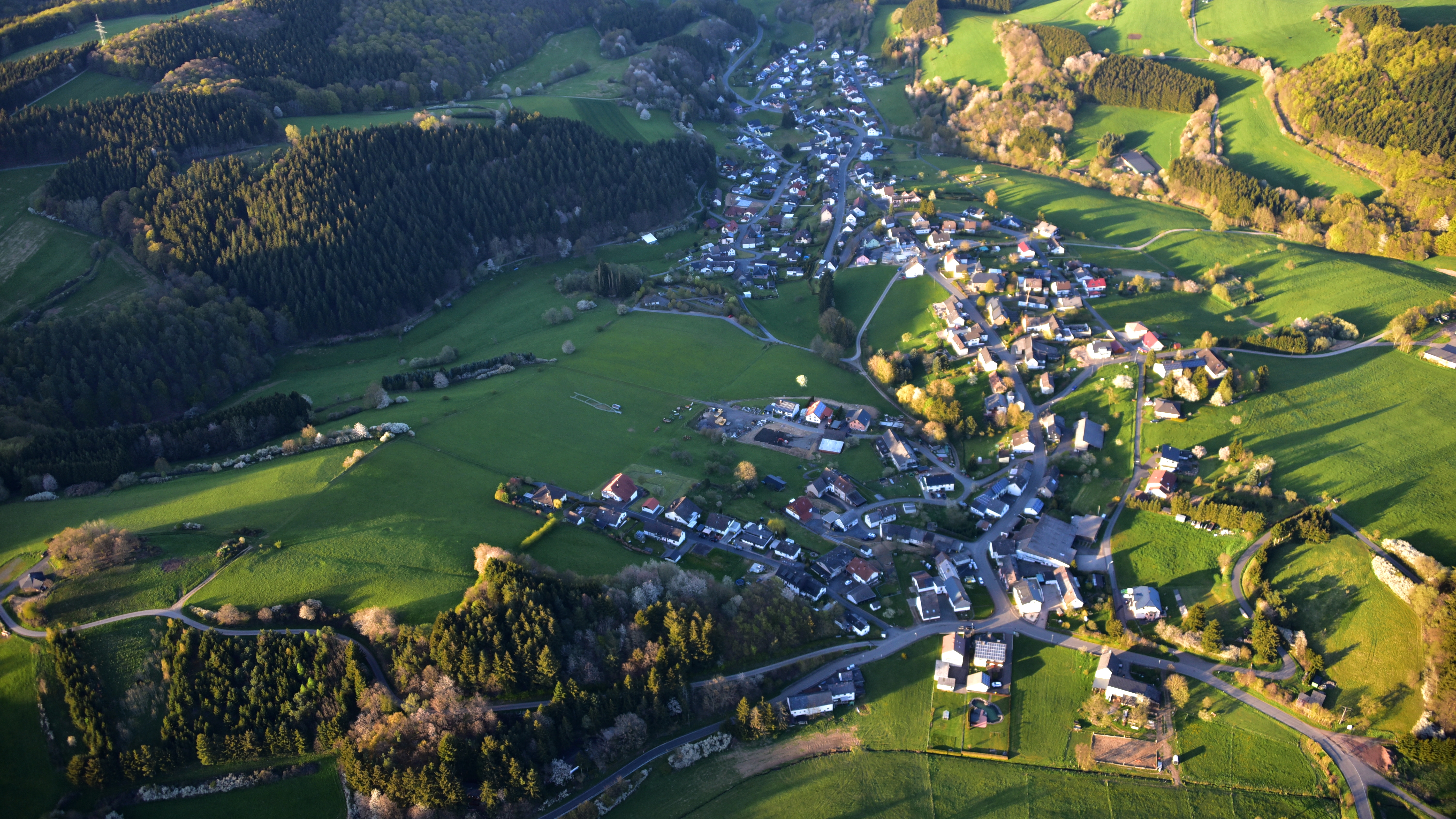
Wimbach, Luftaufnahme (2016)

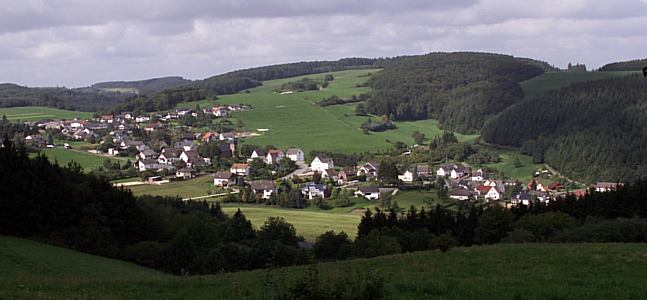
Wimbach 2008

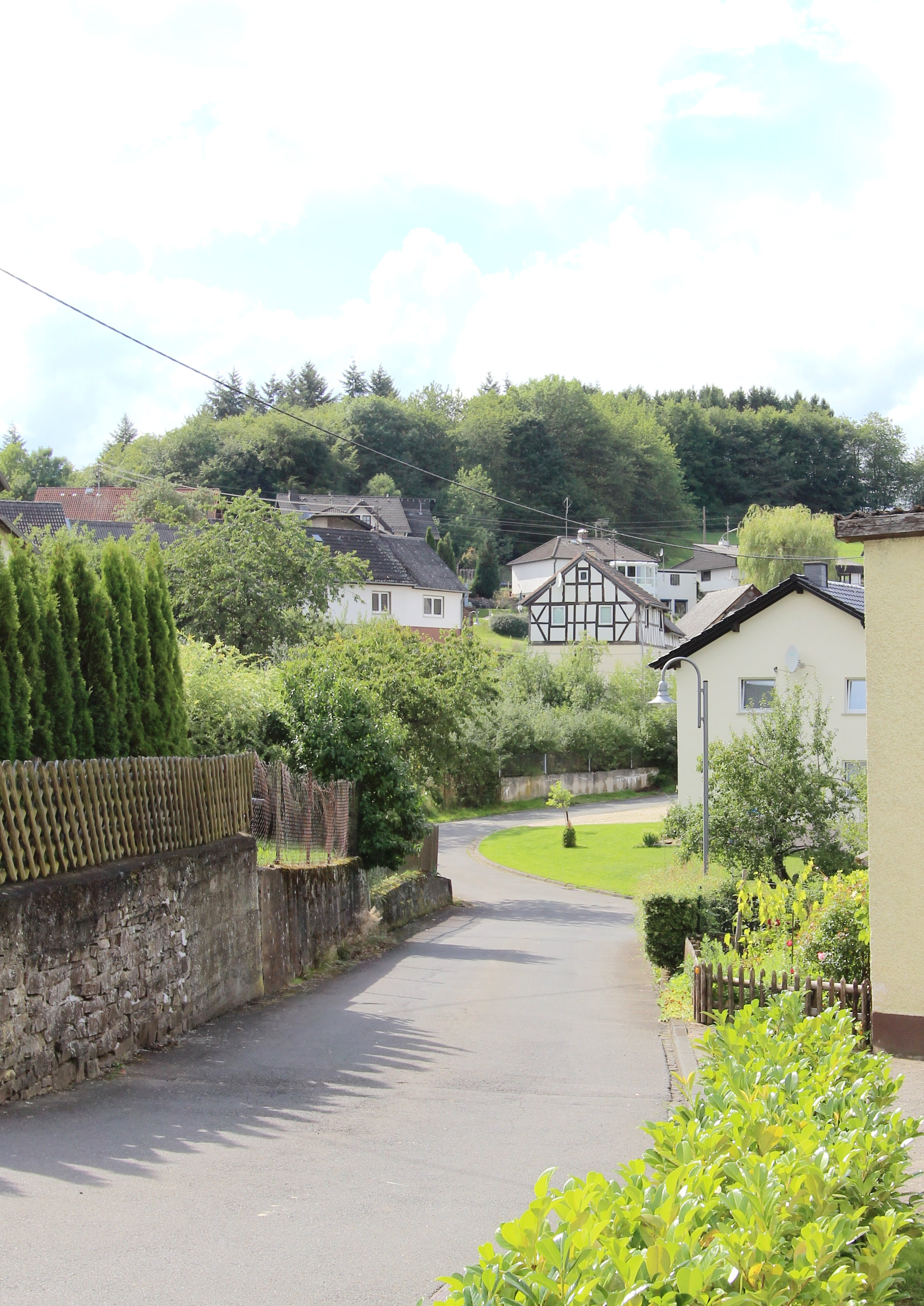
Schäferstraße

Wimbach ist eine Ortsgemeinde im Landkreis Ahrweiler in Rheinland-Pfalz. Sie gehört der Verbandsgemeinde Adenau an.

## Geographie
Wimbach liegt in der Hocheifel, zweieinhalb Kilometer südwestlich der Stadt Adenau sowie einen Kilometer westlich des Nürburgrings. Der Ort weist die Siedlungsform eines Straßendorfs auf, das sich auf einem in nordöstlicher Richtung stark abfallenden Gelände erstreckt. Die Wohnbebauung umfasst Höhenlagen zwischen 350 m ü. NHN und 450 m ü. NHN. Westlich des Ortes entspringt der für die Ortsgemeinde namensgebende Wimbach, der zum Adenauer Bach hin entwässert. Ein Großteil des Gemeindegebiets liegt im Staatsforst Adenau. Zu Wimbach gehört der Wohnplatz In der Wirft.
Nachbargemeinden sind Honerath und Adenau im Norden, Herschbroich im Westen, Quiddelbach im Südosten sowie Kottenborn und Barweiler im Südwesten.

## Geschichte
Erstmals urkundlich erwähnt wurde Wimbach in einer Urkunde des Grafen Gerhard von Are vom 25. Mai 1216. Dort werden Geld- und Sachleistungen für die Stiftung des Grafen Ulrich an die Adenauer Kirche aufgeführt.
Nachdem man zu Beginn des 19. Jahrhunderts nahe bei Wimbach Eisenerze aufgespürt hatte, wurde ein Bergwerk eingerichtet, das 1829 seinen Betrieb aufnahm. Nur wenige Jahre später wurde 1837 die Förderung wieder eingestellt.
1863 wurde der obere Teil des Ortes von einem Brand verwüstet. Eine erste Kapelle ist bereits für 1650 nachzuweisen. Die 1826 erstmals erwähnte Schule wurde 1913 erweitert. In der 1964 neu bezogenen Schule wurde nach Auflösung der Dorfschulen eine Förderschule eingerichtet.
Bevölkerungsentwicklung
Die Entwicklung der Einwohnerzahl von Wimbach, die Werte von 1871 bis 1987 beruhen auf Volkszählungen:
| Jahr | Einwohner |
| 1815 | 211       |
| 1835 | 250       |
| 1871 | 226       |
| 1905 | 249       |
| 1939 | 284       |
| 1950 | 300       |

| Jahr | Einwohner |
| 1961 | 329       |
| 1970 | 369       |
| 1987 | 410       |
| 1997 | 471       |
| 2005 | 452       |
| 2023 | 431       |

## Politik

### Wappen
| Wappen von Wimbach | Blasonierung: „Schildhaupt in Silber, im Schildfuß eine schwarze Spitze belegt mit goldenem Hammer und Schlegel. Darüber zwei rote Hirschgeweihstangen in deren Mitte ein schwarzes Kreuz.“ |
| Wappen von Wimbach | Wappenbegründung: Der Hammer und Schlegel in der schwarzen Spitze stehen für die früheren Bleigruben von Wimbach. Die roten Hirschgeweihstangen weisen auf das frühere Patrozinium des Heiligen Hubertus hin. An das Wappen des Erzstiftes Köln, zu dessen Territorium Wimbach seit 1276 gehörte, erinnert das „Hubertuskreuz“ in Schwarz auf silbernem Schild in Form eines schwebenden Balkenkreuzes. |

## Kultur und Sehenswürdigkeiten

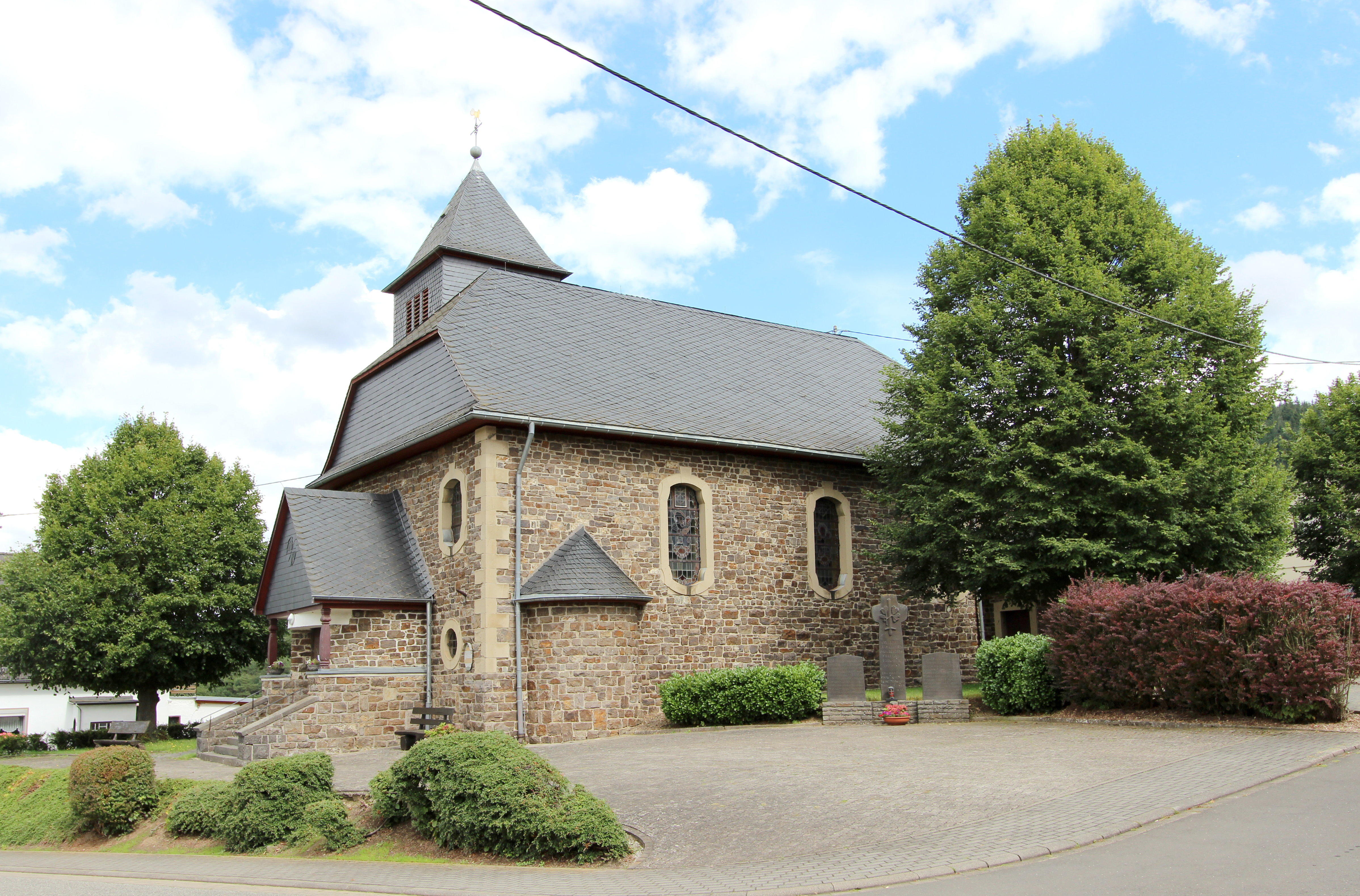
St. Hubertus

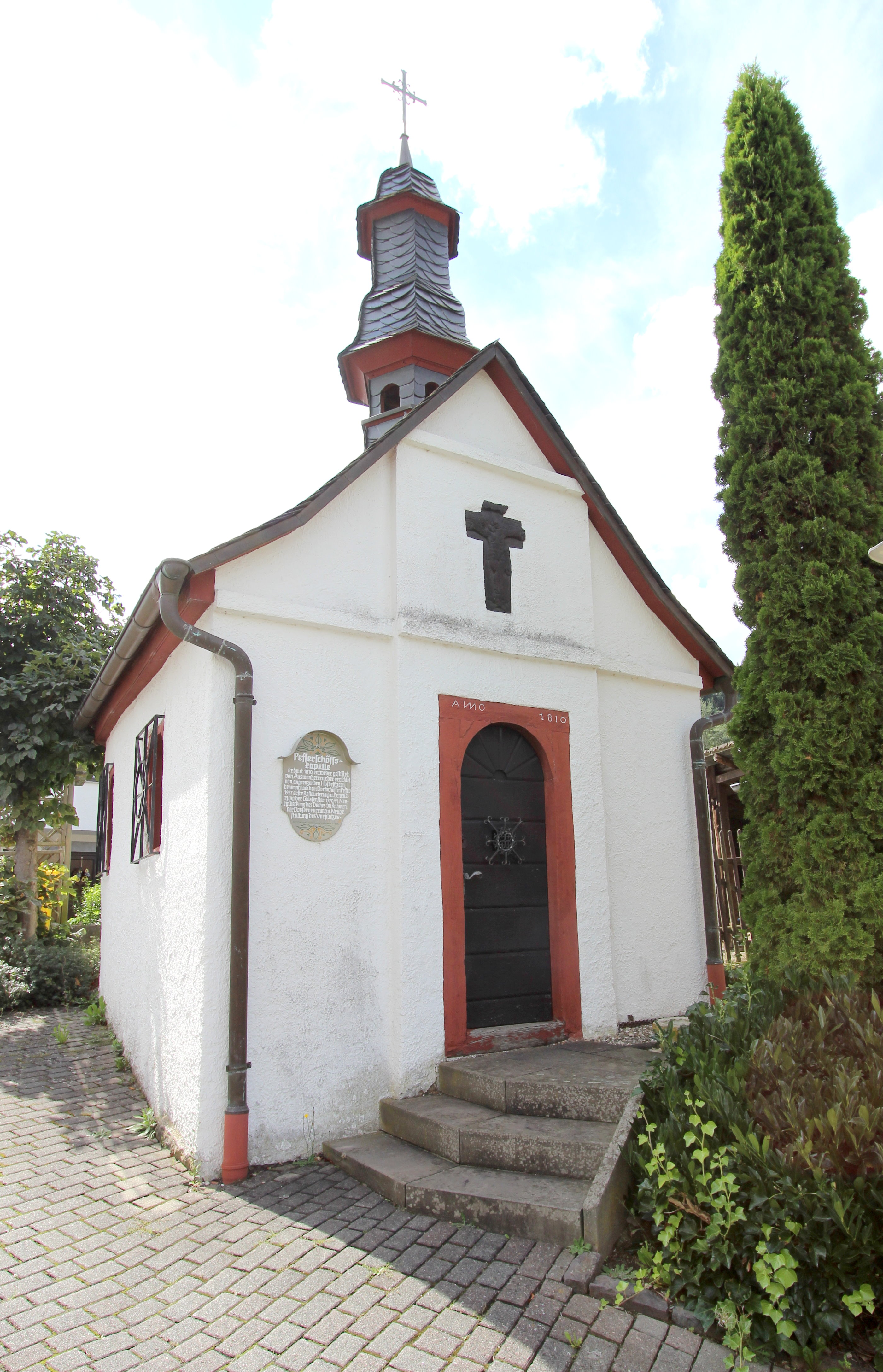
Pefferschöffskapelle

### Bauwerke
- Katholische Filialkirche St. Hubertus, ein neobarocker Saalbau, 1923 bis 1926 erbaut. In der Kirche eine Holzfigur des Jägerheiligen aus der Zeit um 1650.
- Pefferschöffskapelle, ein Saalbau aus dem Jahr 1810.
- Ehemalige Schule, ein Putzbau, errichtet 1826 von Ferdinand Nebel, Erweiterung aus Bruchstein von 1908 bis 1910 (Hauptstraße).
- Ein Fachwerk-Streckhof aus dem 19. Jahrhundert (verputzt) und ein Putzbau aus dem Jahr 1836 (beide Hauptstraße).
- Mehrere Grab- und Wegekreuze aus dem 17. und 18. Jahrhundert (Hauptstraße).
- Schwedenkreuz: Am Nürburgring, noch auf dem Gemeindegebiet liegend, das so genannte Schwedenkreuz aus dem Jahr 1638.

Siehe auch: Liste der Kulturdenkmäler in Wimbach

### Grünflächen und Naherholung
- Wanderwege in und um Wimbach[6][7]
- Bergbaudenkmal und Biotop in Wimbach[8]
- Hubertushütte – eine Grillhütte mit Panoramablick ⊙[9]

### Regelmäßige Veranstaltungen
- Jährliches Kirmes- bzw. Kirchweihfest wird am Sonntag nach dem 3. November (Hubertus) gefeiert.

## Wirtschaft und Infrastruktur
Durch die Nähe der Motorrennstrecke Nürburgring bestehen im Ort mehrere Übernachtungsmöglichkeiten für Besucher.
Wimbach verfügt über ein Landgasthaus mit Pension mitten im Ort.

### Verkehr
Die Gemeinde ist durch die K 18 erschlossen. Das Dorf wird von keiner größeren Durchgangsstraße durchquert, die westlich bzw. östlich gelegenen Bundesstraßen 257 und 258 sind über die Kreisstraßen 18 und 19 erreichbar.